# Charles Le Clercq

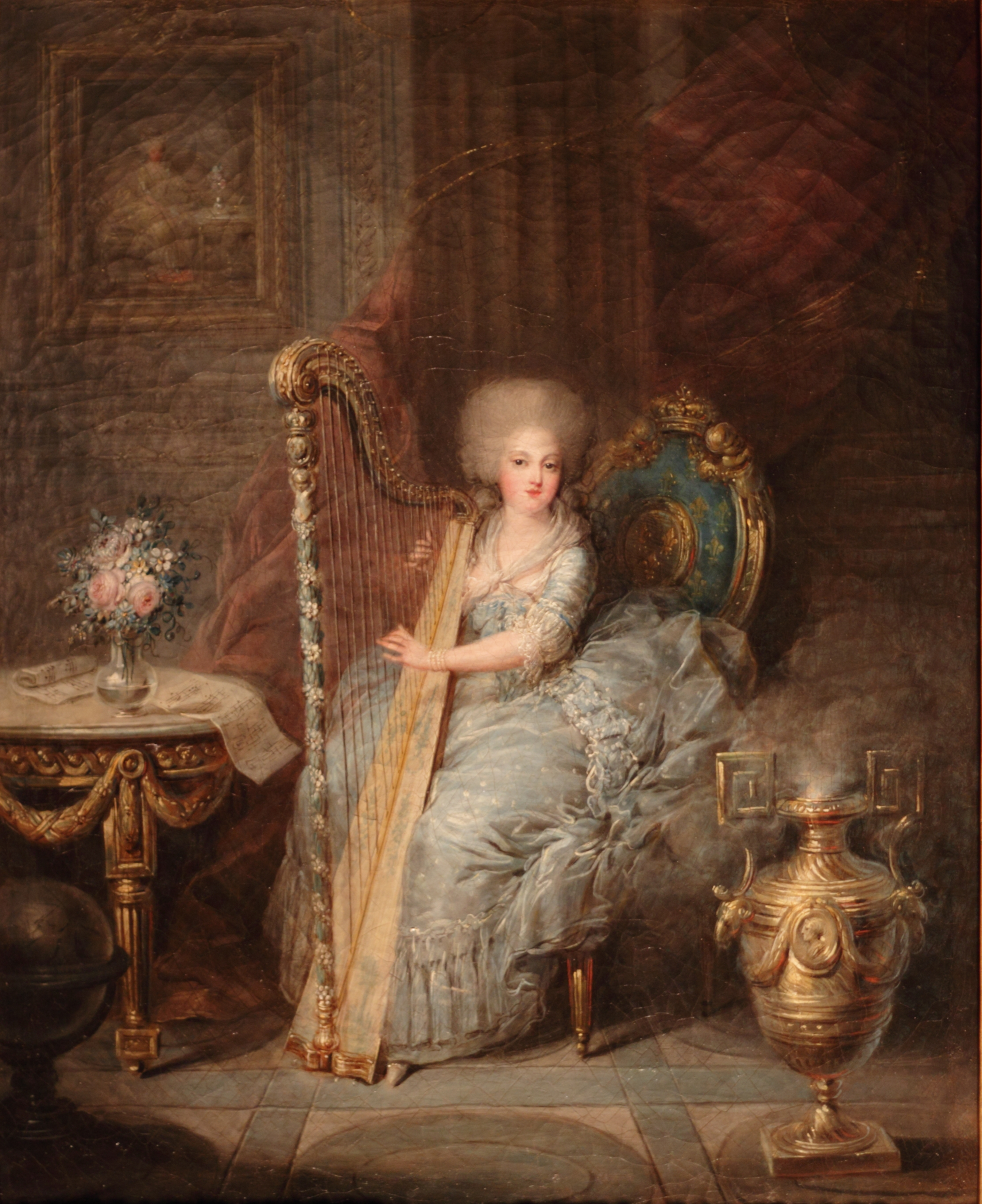
Madame Elisabeth aan de harp (Kasteel van Versailles, 1783)

Charles Emmanuel Joseph Le Clercq (Brussel, 1753 – aldaar, 1821) was een Zuid-Nederlands schilder. Hij was een kleine meester-portrettist.

## Werk
Hij maakte doeken van prins Charles-Joseph de Ligne en zijn zonen Charles (1785) en Louis. Aan het Franse hof schilderde hij Marie Antoinette van Oostenrijk met haar kinderen, Maria Theresia van Savoye en prinses Elisabeth. Voor het Huis Arenberg beeldde hij in 1773-1792 Flore van Arenberg (1752-1832) en haar drie kinderen af, alsook hertog Lodewijk Engelbert van Arenberg, zijn echtgenote Louise Pauline van Lauraguais, en hun kinderen.